# Stefan Topurov
Stefan Topurov, född 11 augusti 1964 i Asenovgrad, är en bulgarisk före detta tyngdlyftare.
Topurov blev olympisk silvermedaljör i 60-kilosklassen i tyngdlyftning vid sommarspelen 1988 i Seoul.